# Glaciar Lennox-King
El Glaciar Lennox-King  (del inglés: Lennox-King Glacier) es un glaciar antártico, localizado donde Nueva Zelanda tiene reivindicación en la Antártida Oriental. El glaciar Lennox-King está a 7 metros sobre el nivel del mar.
Alrededor de este glaciar el terreno es variado y está situado en un valle. El punto más alto cercano es 2,232 metros sobre el nivel del mar, a unos 13,5 kilómetros al oeste del glaciar. No existen registros documentados sobre esta zona y en su alrededor no existen comunidades cercanas.